# گیت‌هاوس مدیا
گیت‌هاوس مدیا (انگلیسی: GateHouse Media) شرکت رسانه‌ای آمریکایی است، که در سال ۱۹۹۷ تأسیس شد.